# 油こし
油こし（あぶらこし）とは、揚げ物の調理の際に用いられる調理器具。油こし器。
揚げ物の調理に使った使用済の食用油の不純物を取り除くための網（こし網）であり、食用油を保管するための容器であるオイルポットと一体になったものもある。紙製の油こし紙が用いられることもある。細かい不純物も取り除くことができるようにした専用のフィルターや活性炭カートリッジなどを使う浄油器が用いられることもある。
なお、「油こし」は揚げ物を鍋から揚げて油切りをするための網じゃくしのことを指すこともある。